# Agriculture

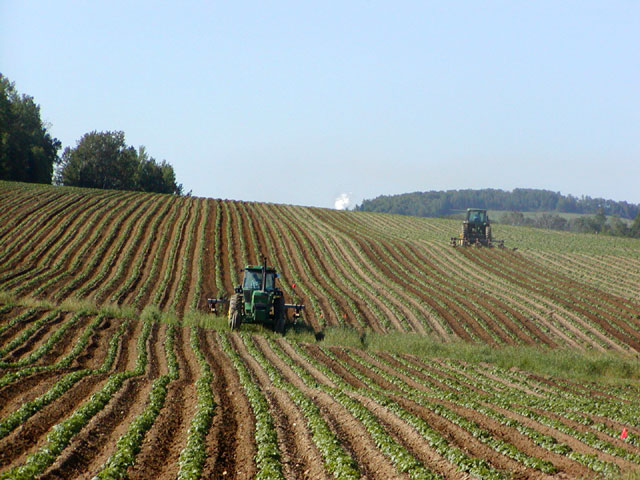
Culture intensive de pomme de terre en plein champ, Maine (États-Unis), 2002.

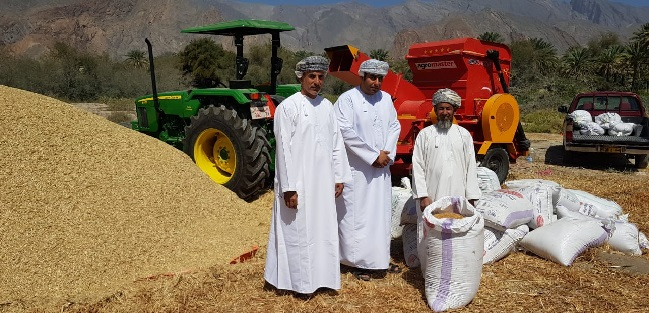
Production de blé à Oman.

L’agriculture (du latin agricultura, composé à partir de ager, « champ », et de cultura, « culture ») est un processus par lequel les êtres humains aménagent leurs écosystèmes et contrôlent le cycle biologique d'espèces domestiquées, dans le but de produire des aliments et d'autres ressources utiles à leurs sociétés,. Elle désigne l’ensemble des savoir-faire et activités ayant pour objet la culture des sols, et, plus généralement, l’ensemble des travaux sur le milieu naturel (pas seulement terrestre) permettant de cultiver et prélever des êtres vivants (végétaux, animaux, champignons, micro-organismes) utiles à l’être humain.
La délimitation précise de ce qui entre ou non dans le champ de l’agriculture conduit à de nombreuses conventions qui ne font pas toutes l’objet d'un consensus. Certaines productions peuvent être considérées comme ne faisant pas partie de l'agriculture : la mise en valeur de la forêt (sylviculture), l’élevage d’animal aquatique (aquaculture), l’élevage hors-sol de certains animaux (volaille et porc principalement), la culture sur substrat artificiel (cultures hydroponiques)… Mis à part ces cas particuliers, on distingue principalement la culture pour l'activité concernant le végétal, et l'élevage pour l'activité concernant l'animal en général.
L'agronomie regroupe, depuis le XIXe siècle, l’ensemble de la connaissance biologique, technique, culturelle, économique et sociale relative à l'agriculture.
L'économie agricole est définie comme le secteur d'activité dont la fonction est de produire un revenu financier à partir de l’exploitation de la terre (culture), de la forêt (sylviculture), de la mer, des lacs et des rivières (aquaculture, pêche), de l'animal de ferme (élevage) et de l'animal sauvage (chasse). Dans la pratique, cet exercice est pondéré par la disponibilité des ressources et les composantes de l'environnement biophysique et humain. La production et la distribution dans ce domaine sont intimement liées à l'économie politique, dans le cadre d'un environnement global. L'agriculture urbaine, qui inclut la culture de fruits, légumes et herbes dans des environnements urbains, est une pratique de plus en plus adoptée dans les villes du monde entier. Elle répond à plusieurs défis contemporains, notamment l'insécurité alimentaire, la pollution et le besoin de reconnecter les citadins avec la nature. Selon une étude menée par l'Organisation des Nations unies pour l'alimentation et l'agriculture (FAO), environ 15 % de la nourriture mondiale est produite dans des zones urbaines.
L’agriculture urbaine contribue à la durabilité des villes en augmentant la résilience alimentaire, en réduisant les distances de transport, et donc les émissions de carbone, et en transformant les espaces urbains inutilisés en zones vertes. Les potagers communautaires, les toits verts et les fermes verticales en intérieur sont quelques exemples d'initiatives courantes dans les zones urbaines. En plus d'améliorer l'esthétique des villes, ces installations offrent des bienfaits psychologiques aux résidents, favorisant ainsi la santé mentale et physique.
En ce sens, l'agriculture urbaine participe à la réalisation des Objectifs de développement durable (ODD) de l'ONU, notamment l'ODD 11 visant à rendre les villes plus inclusives, sûres, résilientes et durables. Bien que cette pratique présente de nombreux avantages, elle pose aussi des défis, comme le coût élevé d'installation et le besoin d’une gestion adéquate des ressources.

## Histoire

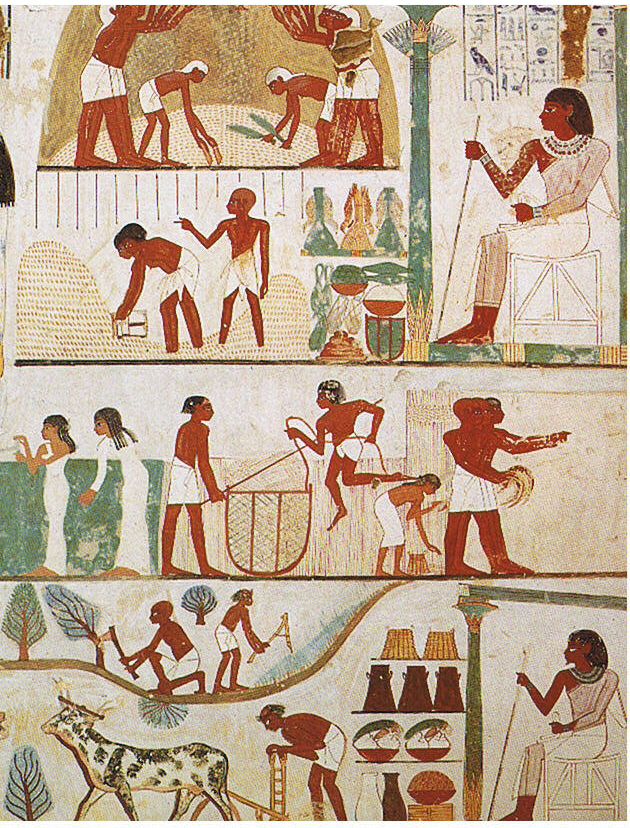
Scènes agricoles provenant du tombeau de Nakht, Cheikh Abd el-Gournah (Égypte), dix-huitième dynastie.

Les premiers foyers de l'agriculture dans le monde et leur expansion.

Les premiers « agriculteurs » sont des termites, qui cultivaient déjà des champignons il y a 25 millions d'années. L’agriculture humaine est apparue vers 9000 av. J.-C., indépendamment dans plusieurs foyers d'origine au Moyen-Orient, en Chine, en Mésoamérique ainsi qu'en Nouvelle-Guinée ; c'est ce qu'on appelle la révolution néolithique. À partir de ces foyers, l'agriculture s'est diffusée en moins de 9 000 ans sur la plus grande partie de la Terre. Néanmoins, au XIXe siècle, 20 % de l'humanité avait encore un mode de vie de chasseur-cueilleur.
L'apparition de l'agriculture a probablement entraîné de nombreuses modifications sociales : apparition de sociétés de classe, aggravation des inégalités hommes-femmes, augmentation importante de la population mondiale mais dégradation de l'état sanitaire général des populations, entraînant le passage à un nouveau régime démographique caractérisé par une forte mortalité et une forte natalité,,.
En se répandant dans les zones précédemment couvertes de forêts, elle a donné naissance à des systèmes de culture sur abatis-brûlis, tandis que dans les écosystèmes de prairie et de steppe, elle a donné naissance au pastoralisme. À la suite de la progressive augmentation de la population, les forêts ont régressé et les systèmes de culture sur abatis-brûlis ont laissé la place à une série diversifiée de systèmes agraires : systèmes basés sur la maîtrise complexe de l'irrigation (Mésopotamie, Égypte antique, Chine, Pays andins), systèmes de culture du riz, systèmes de savane, systèmes de culture attelée légère (dans la Rome antique). À la suite de la révolution agricole du Moyen Âge, les systèmes d'agriculture attelée légère européens (caractérisés par l'usage de l'araire) donnent naissance aux systèmes de culture attelée lourde (caractérisés par l'usage de la charrue).
À la suite de l'échange colombien, à partir de 1492, l'intensification du commerce maritime mondial et la mise en contact de l'Ancien et du Nouveau Monde modifient fortement les systèmes agraires, en permettant aux plantes cultivées américaines (maïs, pomme de terre, tomate, piment, haricot…) de se diffuser en Europe, Afrique et Asie. De même, les plantes et animaux domestiques de l'ancien monde pénètrent en Amérique. Cet échange contribuera à la mise en place du système des plantations et à la colonisation de l'Amérique. Cet échange d'espèce concerne aussi les bioagresseurs, qui sont introduits dans de nouveaux territoires.
La révolution agricole du XVIIIe siècle (parfois appelée première révolution agricole), née en Angleterre et aux Pays-Bas, basée sur la suppression de la jachère et une meilleure complémentarité entre élevage et cultures, augmente la productivité agricole de l'Europe (sans toutefois atteindre celle des systèmes rizicoles d'Asie du Sud-Est).
Au XIXe siècle, la révolution industrielle conduit à une première phase de mécanisation de l'agriculture. Le développement de l'agronomie pendant ce siècle conduit aux premières pratiques modernes de chaulage et de fertilisation. Le XIXe siècle est également caractérisé par la colonisation européenne de nouvelles terres agricoles (en Amérique du Nord, en Argentine, en Russie, en Australie et en Nouvelle-Zélande) et par l'expansion du système des plantations. Les premiers engrais azotés sont produits industriellement dans les années 1910 (par le procédé Haber-Bosch, principalement). Mais ce n'est qu'à partir de 1945 que l'agriculture d'Europe et d'Amérique du Nord voit une intensification massive de sa production par le recours simultané à la motorisation (tracteur agricole, moissonneuse-batteuse, récolteuse automotrice…), à la mécanisation, aux engrais chimiques, aux pesticides et à de nouvelles variétés végétales adaptées à ces conditions (céréales à paille courte, par exemple). Se développe en parallèle l'élevage hors-sol. Le développement de la recherche et du conseil agronomique est également un élément clé de ce processus (en France, par exemple par la création de l'INRA et des instituts techniques agricoles, développement de l'enseignement agricole). Cette intensification accélère fortement le phénomène d'exode rural, qui avait commencé en Europe vers 1870, ainsi que la spécialisation des régions et des exploitations agricoles dans quelques productions. En France, la Bretagne se spécialise dans l'élevage intensif, l'Île-de-France dans les grandes cultures (céréales, betteraves…), le pourtour méditerranéen dans la vigne et les fruits et légumes, etc..
Dans les pays en développement, un processus de modernisation analogue se produit, la révolution verte, basée sur de nouvelles variétés de plantes, des intrants et la maîtrise de l'irrigation. Néanmoins, au début du XXIe siècle, la majorité de la paysannerie des pays du Sud n'a pas accès aux techniques de la révolution verte.
Dans la dernière moitié du XXe siècle, la déprise agricole, diverses crises économiques de l'agriculture intensive, plusieurs crises environnementales et sanitaires, ainsi que le développement de la prise de conscience environnementale, conduisent à une critique des conséquences sociales et environnementales de l'intensification agricole. Elles conduisent à la création et à la diffusion de modèles agricoles alternatifs (agriculture biologique, agriculture durable, agriculture paysanne, agroécologie…) plus respectueux de l’environnement.
Au début du XXIe siècle, l’agriculture mondiale est « soumise à un triple défi : produire plus, développer de nouvelles cultures et, surtout, produire autrement pour répondre aux attentes d’un public de plus en plus sensibilisé à sa santé et aux risques environnementaux. Selon les spécialistes mondiaux en la matière, les agriculteurs devront inévitablement s’adapter à des contraintes que l’on voit déjà se profiler : la hausse des prix de l’énergie, l’ouverture des marchés internationaux, le retrait du marché de plusieurs fongicides à large spectre, les changements climatiques et l’émergence de nouvelles maladies ».
Malgré l'exode rural massif contemporain, la population agricole active serait d'environ 1,34 milliard de personnes soit près de 43 % de la population active mondiale.
L'agriculture recouvrait 37,7 % des terres émergées en 2013.

## Production agricole

Évolution mondiale des rendements des principales cultures.
On observe une stagnation des rendements depuis la fin du XXe siècle. Alors que la population mondiale a doublé depuis 1960, la production agricole mondiale a été multipliée par quatre durant la même période, et la quantité de nourriture disponible par personne a progressé de 56 % mais il existe de grandes disparités entre des pays de niveaux de revenus différents. Près d'un tiers de la population mondiale reste confrontée à une insécurité alimentaire en 2021.

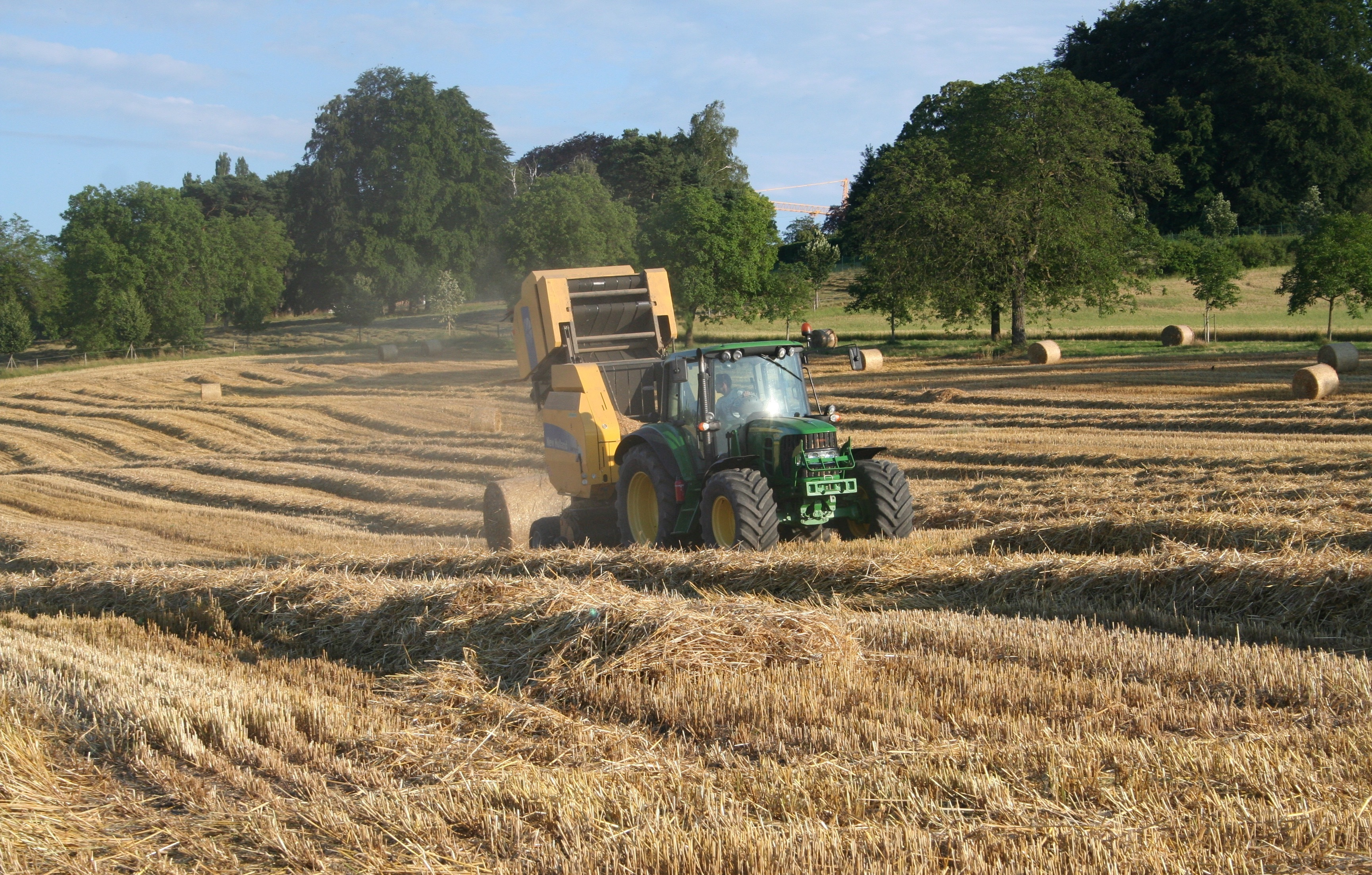
Bottelage de la paille après la moisson à Pregny-Chambésy, en Suisse, 2016.

L'agriculture assure principalement l'alimentation humaine. Elle produit également l'alimentation animale (cultures fourragères, prairies). En outre, l’agriculture produit un nombre important de produits tels que des peaux d’animaux (cuir, fourrure), de la laine, des engrais (fumier, lisier, farines animales, engrais verts), des produits destinés à l’industrie (éthanol, biodiesel, fécule, caoutchouc, fibres textiles d'origine végétale), des plantes vertes et fleurs, du bois et des matériaux de construction (paille, isolants d'origine végétale). Elle représente un maillon indispensable dans la chaîne du secteur agroalimentaire, en lui assurant l’approvisionnement en matières premières (fécule, oignon, céréale, fruit, etc.).
La culture, ou production végétale, est divisée en grandes cultures (céréales, oléagineux, protéagineux et quelques légumes), arboriculture fruitière, viticulture (production du raisin), sylviculture et horticulture.
L'élevage, ou production animale, vise à faire naître et élever des animaux pour la consommation directe (viande, poisson) ou pour leurs produits secondaires (lait, œuf, laine, miel, soie, etc.). Les exploitations agricoles peuvent par exemple orienter leur production vers les bovins, les porcins, les ovins/caprins, les granivores, l'aquaculture, l'héliciculture…
Seuls 11 % des sols de la Terre peuvent être des surfaces cultivées sans irrigation, drainage ou autre amélioration (amendement, fertilisation…), ce qui conditionne l'augmentation de la production alimentaire mondiale à l'intensification de l'agriculture. Depuis le milieu du XXe siècle, la transformation de milieux naturels et semi-naturels (forêts, prairies et autres écosystèmes) en terres agricoles, s'accroît en moyenne de 0,8 % par an, ce qui pose le problème des limites planétaires.
La valeur de la production agricole mondiale est estimée à 3 100 milliards de dollars américains en 2014, soit environ 4 % du PIB mondial.
| Culture         | Superficie cultivée (1 000 ha) | Production totale (1 000 tonnes) |
| --------------- | ------------------------------ | -------------------------------- |
| Blé             | 220 417                        | 729 012                          |
| Maïs            | 184 800                        | 1 037 791                        |
| Riz             | 162 716                        | 741 477                          |
| Soja            | 117 549                        | 306 519                          |
| Orge            | 49 426                         | 144 486                          |
| Sorgho          | 44 958                         | 68 938                           |
| Colza           | 36 117                         | 73 800                           |
| Cotonnier       | 34 747                         | 79 069                           |
| Millet          | 31 432                         | 28 384                           |
| Haricot graines | 30 612                         | 26 529                           |
| Canne à sucre   | 27 124                         | 1 844 246                        |
| Arachide        | 26 541                         | 43 915                           |
| Tournesol       | 25 203                         | 41 422                           |
| Manioc          | 23 867                         | 268 277                          |
| Pomme de terre  | 19 098                         | 381 682                          |
| Palmier à huile | 18 697                         | 274 618                          |
| Pois chiche     | 13 981                         | 13 730                           |
| Niébé           | 12 610                         | 5 589                            |
| Cocotier        | 11 939                         | 60 511                           |

| Espèce                 | Nombre (1000 têtes) | Nombre (1000 ruches) |
| ---------------------- | ------------------- | -------------------- |
| Poulet                 | 21 409 683          |                      |
| Canard                 | 1 131 984           |                      |
| Lapin et lièvre        | 769 172             |                      |
| Dinde                  | 462 873             |                      |
| Autres oiseaux         | 359 302             |                      |
| Bovin                  | 1 474 526           |                      |
| Mouton                 | 1 195 624           |                      |
| Chèvre                 | 1 011 251           |                      |
| Porc                   | 985 673             |                      |
| Buffle                 | 194 463             |                      |
| Cheval                 | 58 832              |                      |
| Ânes, mules, camélidés | 89 549              |                      |
| Abeille                |                     | 83 446               |

| Production                  | Quantité (1000 tonnes) |
| --------------------------- | ---------------------- |
| Lait                        | 791 792                |
| Viande (volailles)          | 112 933                |
| Œuf                         | 112 933                |
| Viande (bovins et buffles)  | 68 405                 |
| Viande (chèvres et moutons) | 14 484                 |

En 2014, la superficie des terres agricoles se monte à 4,9 milliards d'hectares, soit 38 % des terres émergées. Les terres cultivées se composent à hauteur de 68 % de prairies et pâturages, à 29 % de terres arables et à hauteur de 3 % de cultures permanentes (vergers, vignobles et autres de plantes pérennes à usage alimentaire). Seuls 331 millions d'hectare (soit 6,7 % des terres agricoles) étaient à cette date équipés pour l'irrigation.

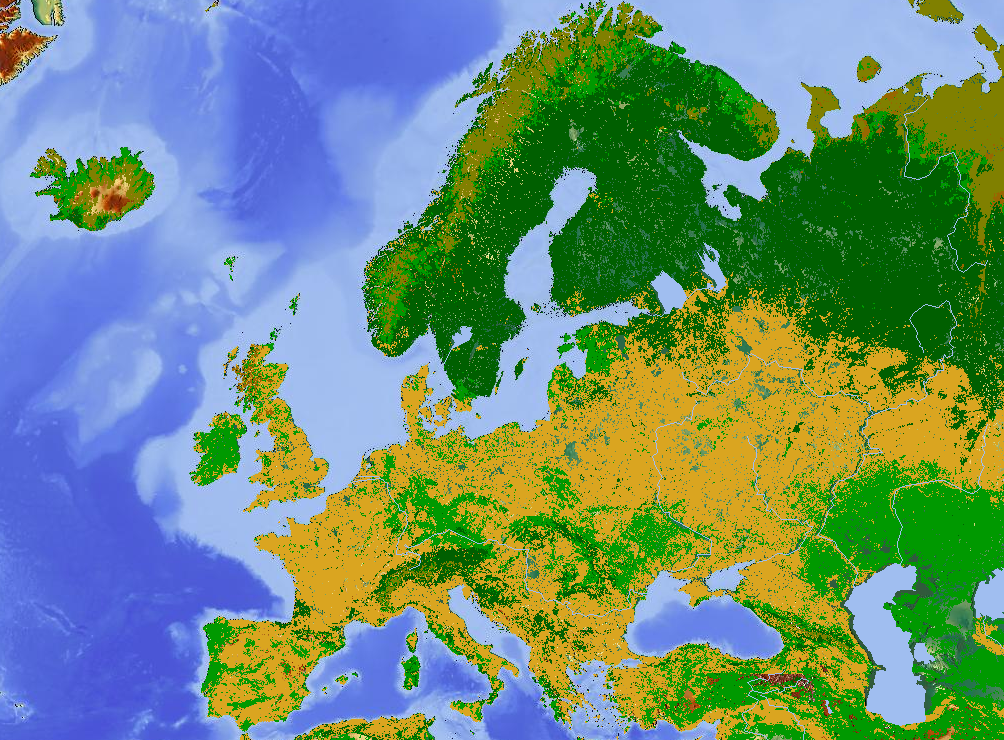
Occupation des sols en Europe. Les terres arables sont en jaune et les prairies en vert clair.

### Sécurité alimentaire
Les crises alimentaires de 2008 et de 2011 ont posé la question de la capacité à nourrir la population mondiale. Ces crises ont des origines multifactorielles complexes. « Cet emballement résulte du cumul de facteurs à long et à court termes : croissance de la population, investissements insuffisants dans l’agriculture et le développement rural, diminution des stocks, augmentation du prix du pétrole (donc des transports et des engrais), modification du climat, accaparement des terres pour les biocarburants ou l'exportation, distorsions du marché… ».

## Technique
De nombreuses conditions et facteurs de production interviennent dans les choix techniques des agriculteurs :
- la disponibilité en eau, en quantité et en qualité (eau agricole) ;
- le climat et ses variations météorologiques (température, pluviométrie, sécheresse, grêle, gel et autres calamités climatiques) ;
- le sol et ses différentes caractéristiques, notamment sa fertilité ;
- les espèces végétales et animales domestiques ;
- les bioagresseurs (parasites, agents pathogènes, adventices, ravageurs) ;
- les espèces auxiliaires de culture ;
- la disponibilité en matériel agricole, en intrants et en connaissances agronomiques ;
- la disponibilité en terres agricoles, en travail humain et en capitaux ;
- et globalement tout l'environnement socioéconomique qui modifie les conditions citées ci-dessus (prix du pétrole, législation (droit foncier, droit du travail, droit environnemental…) structure familiale, comportement du consommateur, politiques agricoles, etc.).

### Systèmes de production agricole
On distingue différents systèmes de production agricole selon la combinaison (nature et proportions) de leurs activités productives, de leurs moyens de production, des ressources naturelles disponibles, de leur structure sociale et juridique, :
- l'agriculture biodynamique
- l'agriculture biologique
- l'agriculture de conservation
- l'agriculture durable
- l'agriculture extensive
- l'agriculture familiale
- l'agriculture intégrée
- l’agriculture intensive
- l'agriculture paysanne
- l'agriculture de précision
- l’agriculture raisonnée
- l'agriculture de subsistance ou agriculture vivrière
- l'agrosylvopastoralisme
- l'agroforesterie
- la micro-agriculture biointensive
- le nomadisme
- le pastoralisme
- le sylvopastoralisme
- plantation

### Système de culture

#### Techniques agricoles

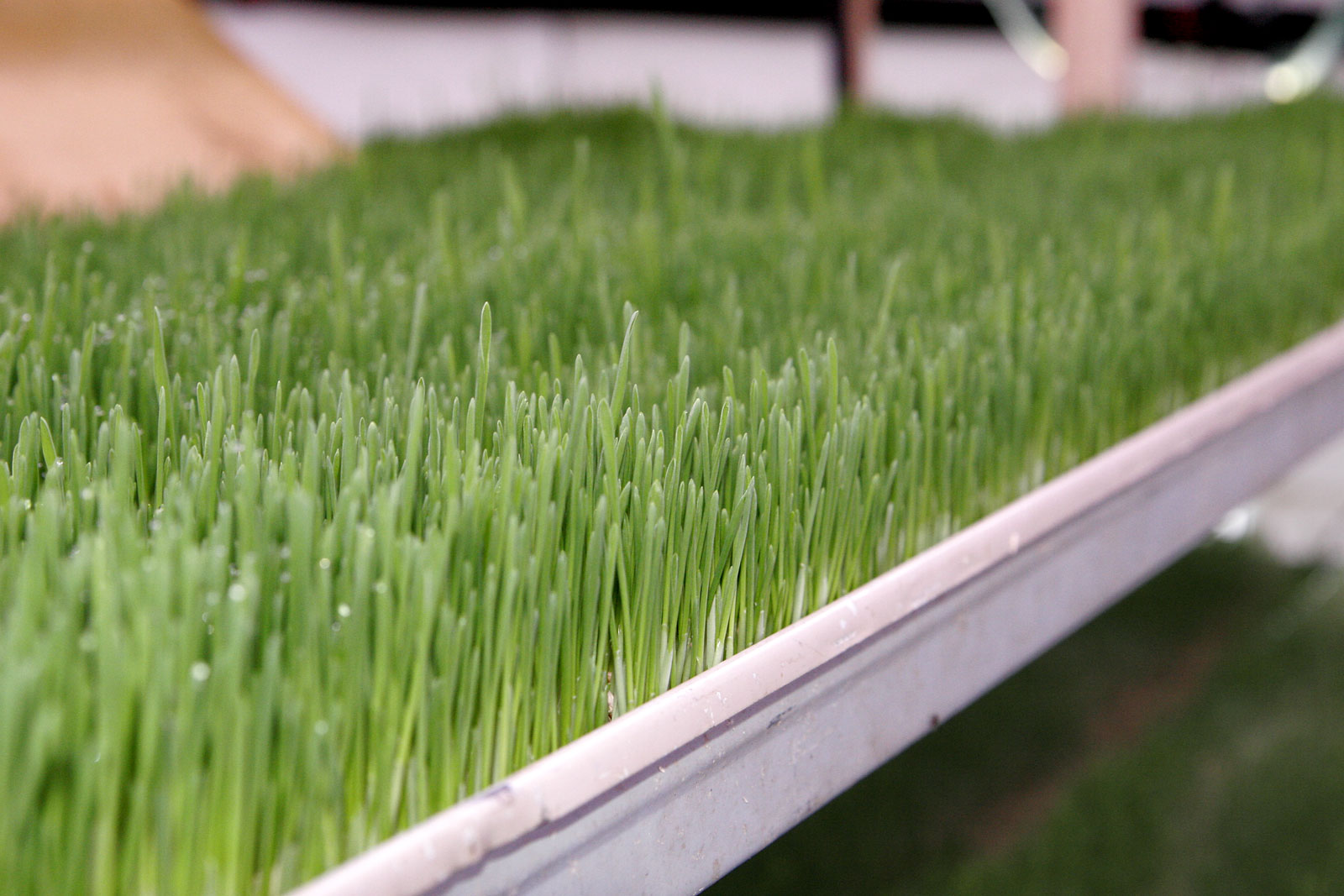
L’agriculture hors-sol : culture de fourrage en bac, Australie, 2005

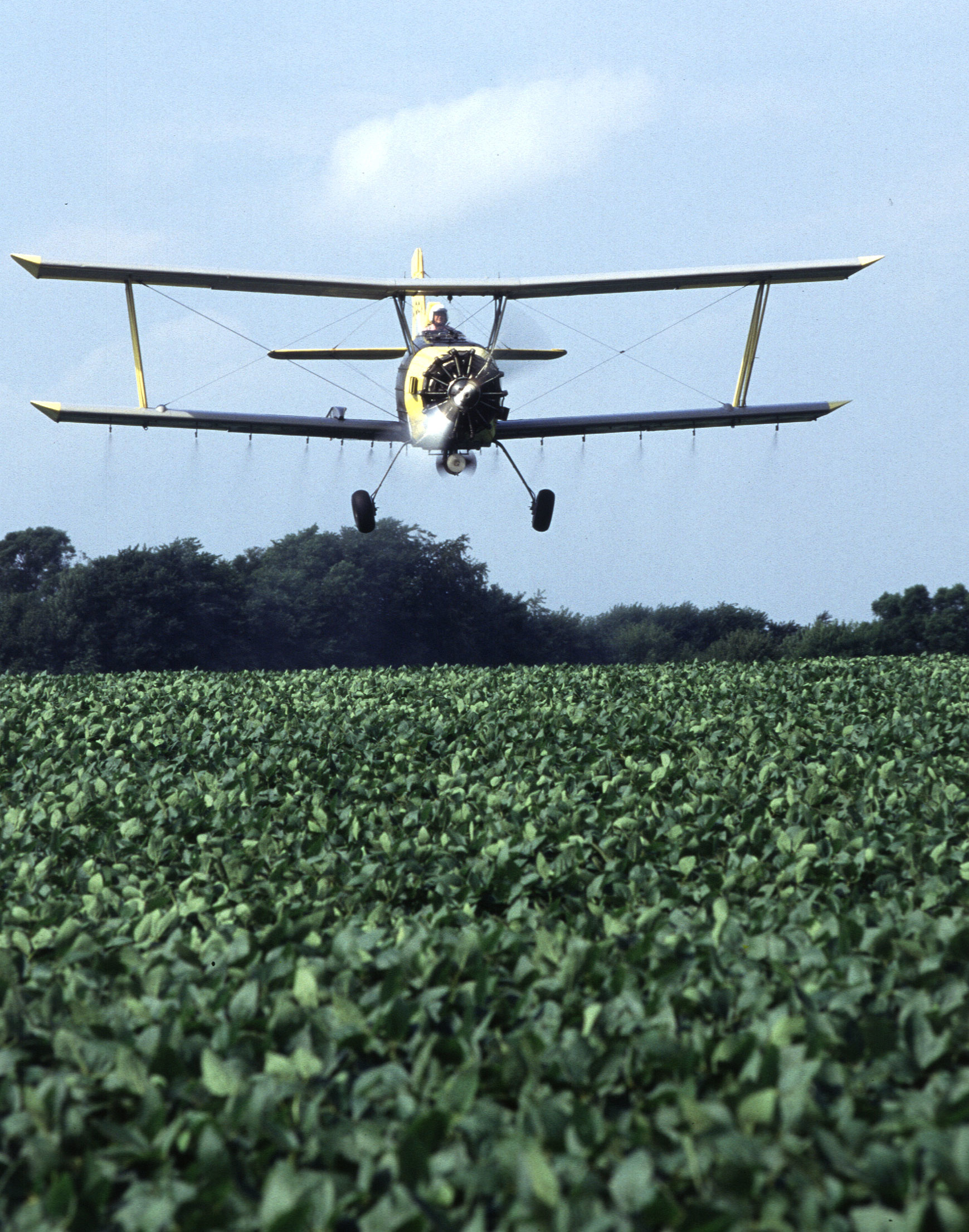
Pulvérisation d’un champ par avion, dans l’Illinois, aux États-Unis.

Les techniques qui ont marqué l'évolution de l'agriculture sont, par ordre alphabétique :
- Agriculture hors-sol regroupant les cultures hors-sol : aéroponie, hydroponie et les élevages hors-sol
- Biotechnologie
- Culture sélective des plantes
- Défense des cultures
- Élevage sélectif des animaux
- Fertilisation
- Irrigation
- Machinisme agricole
- Produit phytosanitaire
- Technique culturale simplifiée (TCS)
- Transfert de fertilité

### Types de production végétale principaux
- Céréales et « grandes cultures », regroupe les principales cultures de plein champ, intensives ou non (en anglais Arable farming (en))
- Horticulture y compris arboriculture, viticulture et agriculture vivrière
- Polyculture
- Plantation
- Sylviculture et cultures énergétiques
- Prairies et cultures fourragères
- Culture dérobée, jachère vive, raves…)

### Élevage
- Élevage bovin (vache, zébu, buffle d'Asie, yack)
- Élevage ovin (moutons)
- Élevage caprin (chèvre)
- Élevage équin (cheval, âne, mulet)
- Élevage porcin (porc)

## Biodiversité
- Activation biologique du sol
- Biodiversité du sol
- Biologie du sol
- Guide phylogénétique illustré de la faune du sol
- Microbiologie du sol

## Domestication
- Plante cultivée
- Diversité des plantes cultivées
- Élevage
- Liste de plantes alimentaires
- Liste de plantes cultivées

## Activités analogues à l'agriculture pratiquées par les animaux

### Évolution de l'agriculture chez les insectes
Les insectes et les champignons cohabitent depuis plus de 400 millions d'années. Par conséquent, ils interagissent souvent, réalisant des interactions de mutualisme, de symbiose et de commensalisme.
Une estimation de l'horloge moléculaire (Kumar et Hedges 1998) place l'apparition de l'agriculture des champignons (ou fungiculture), de façon indépendante par convergence évolutive au sein de trois clades d'insectes eusociaux (les coléoptères, les fourmis et les termites), au cours du Paléocène (66–24 Ma),. La symbiose réalisée entre ces insectes et leurs champignons implique la dispersion, la protection et la nutrition, permettant alors à ces symbiotes de coloniser des niches écologiques auparavant inoccupées.

### Fungiculture chez les fourmis
La fungiculture chez les fourmis est apparue au début du Tertiaire, il y a environ 50 millions d’années. La culture des champignons est réalisée par les fourmis de la sous-famille des Myrmicinae et appartenant à la tribu des Attini, plus connues sous le nom vernaculaire de fourmis attines. Ce groupe monophylétique est essentiellement réparti dans l'écozone néotropique. Au sein de cette symbiose, les champignons bénéficient de substrat frais pour leur croissance et d’une protection contre les fongivores et contre la contamination de certains parasites en étant isolés à l’intérieur du nid des fourmis. Ces dernières récoltent de leurs champignons des nutriments essentiels pour l’alimentation de leurs larves.
Le système agricole des fourmis champignonnistes met en jeu trois symbiotes :
- les fourmis qui cultivent les champignons ;
- les cultivars fongiques basidiomycètes de la famille des Lepiotaceae (Agaricales) ou Pterulaceae ;
- et des bactéries actinomycètes mutualistes du genre Pseudonocardia, qui se développent sur le tégument des fourmis et fournissent des composés antibiotiques pour lutter contre les parasites de cultures[28].

Chez les fourmis, la fungiculture n’est apparue qu’une seule fois dans la forêt amazonienne. Elle n’a cessé d’évoluer à travers les genres de fourmis Attines et de champignons. En effet, il existe cinq systèmes agricoles :
- L’agriculture inférieure également appelée "agriculture primitive", est le premier système agricole, à l’origine de l’apparition de la fungiculture il y a 50 millions d’années. À cette époque, les premières fourmis champignonnistes cultivaient le genre Leucocoprinus ayant la capacité de vivre à l’état sauvage et à l’état domestiqué.

Puis au cours des 30 derniers millions d’années, quatre nouveaux systèmes agricoles sont apparus séparément au système agricole d’origine :
- L’agriculture de champignons coralliens dans lequel les fourmis du genre Apterostigma pilosum se sont tournées progressivement vers des cultivars de champignons Pterulaceae.
- L’agriculture de levure a vu le jour peu de temps après avec les fourmis du genre Cyphomyrmex rimosus.
- L’agriculture supérieure apparue il y a moins de 20 millions d’années. Deux caractéristiques chez les cultivars sont spécifiques de cette forme d’agriculture, témoignant toutes deux d’un degré de domestication élevé. D’une part, il semblerait que les cultivars supérieurs descendent des cultivars primitifs mais s’en différencieraient par le fait qu’ils n’existent pas à l’état sauvage, c’est-à-dire qu’ils sont incapables de vivre sans leurs fourmis symbiotiques. D’autre part, ces cultivars présentent des gonflements à l’extrémité des hyphes, appelés gongylidium, très riches en nutriments et qui servent d’alimentation exclusive pour les fourmis.
- L’agriculture coupe-feuille, au sein de l’agriculture supérieure, on trouve un système agricole très spécifique, caractérisé par deux genres de fourmis coupe-feuilles : les fourmis Acromyrmex et Atta.

Concernant les facteurs qui ont poussé fourmis et champignons à coopérer, il est possible que les fourmis Attines soient à l’origine des fourmis généralistes qui ont su tirer profit des champignons pour leur alimentation et sont devenues peu à peu fongivores exclusives. Il est également envisageable que les fourmis n'aient été d'abord que de simples vecteurs de transmission pour les champignons et qu’elles aient ensuite considéré le champignon comme une source d’alimentation. Enfin, il est possible que les fourmis aient initialement utilisé les champignons pour leurs vertus antibiotiques. L’origine de cette coévolution reste à ce jour[Quand ?] encore méconnue.
L’acquisition des cultures de champignons par les Attini se fait soit d’une colonie à l’autre, soit en passant par la nature. Dans la plupart des cas, ce sont les nouvelles reines vierges de la fourmilière qui transportent les cultivars de leur colonie d’origine. Les cultivars fongiques basidiomycètes sont ainsi transmis verticalement de génération en génération, ce qui signifie qu’ils sont propagés sous forme de clones asexués. Cependant, de rares évènements de recombinaisons, incluant des processus sexuels peuvent avoir lieu entre une lignée de champignons cultivés n’étant plus en symbiose (cela se produit par exemple lorsqu’un cultivar s’échappe d’un jardin cultivé, retourne à l’état sauvage puis est réincorporé par une autre colonie de fourmis) et une lignée de champignons sauvages étroitement apparentés : c’est la transmission horizontale. Ces évènements de recombinaisons génétiques occasionnels permettent d’apporter de la variabilité génétique au sein des cultivars fongiques et participent par conséquent à l’évolution de la fungiculture au cours du temps.
La grande spécificité de la fungiculture chez les Attini est qu’elle se trouve essentiellement sous la forme stricte de monoculture : un nid de fourmis ne contient qu’un seul cultivar génétiquement similaire. Les causes de l’élevage monospécifique au sein des nids de fourmis champignonnistes n’ont pas encore été éclaircies précisément mais le fonctionnement de cette culture spécialisée témoigne d’une coévolution unique entre fourmis et champignons. Pour maintenir leur jardin génétiquement pur, les fourmis coupe-feuille Acromyrmex et Atta ont acquis la capacité de faire la distinction entre les fragments de champignons résidents et fragments de champignons étrangers au nid à l’aide de leurs gouttelettes fécales. Ce contrôle réalisé de manière conjointe par le champignon et la fourmi permet d’éviter la mise en place d’une compétition entre des symbiotes incompatibles qui pourrait nuire à long terme à toute la culture.

### Fungiculture chez les termites
La fungiculture chez les termites serait apparue une première fois il y a 24 à 34 millions d’années dans la forêt tropicale africaine. Tous les termites descendent d’un ancêtre commun se nourrissant de bois, et environ huit ou neuf familles le digèrent en s’associant avec des bactéries (Bacteroidetes et Firmicutes), des archées et des protozoaires. Les Termitidae sont une grande famille de termites parmi laquelle se trouve la famille des Macrotermitinae qui, au cours de l’évolution, a acquis un symbionte externe permettant la digestion de la lignocellulose. En effet, il y a environ 30 millions d'années, la sous-famille basale des termites supérieurs Macrotermitinae s'est engagée dans une association de symbiose avec les champignons Termitomyces.
L’âge des termites modernes est estimé à environ 140,6 millions d’années, suggérant que les termites ont évolué depuis 10 millions d’années précédant le plus vieux fossile trouvé de cette famille.
La divergence de la famille des Termitidae date d’il y a 64,9 millions années et c’est il y a 50,1 millions d’années qu’on estime la divergence de 4 sous-familles à partir des Termitidae, dont les Macrotermitinae.
Cette symbiose a apporté un changement de la composition du microbiote intestinal des termites Macrotermitinae qui leur permet aujourd’hui de diversifier leur régime alimentaire. En plus du bois, les termites se nourrissent désormais de feuilles, d’herbe, d’humus et de leur symbiote fongique. La domestication des Termitomyces a exposé le système digestif des termites à de grandes quantités de glucanes, de chitine et de glycoprotéines. Leur décomposition nécessite une combinaison d'enzymes actives et de bactéries seulement observées à ce jour[Quand ?] dans l’intestin des termites de la famille des Macrotermitinae ayant la capacité de cliver la chitine. Les termites en symbiose avec des champignons ont donc la particularité de posséder un microbiote spécifique de leur régime alimentaire et de leurs interactions avec des organismes fongiques, résultant d’une adaptation à ce mode de vie.
Aujourd’hui, les termites Macrotermitinae et les champignons Termitomyces sont obligatoirement dépendants l’un de l’autre pour vivre. De ce fait, les Termitomyces ont évolué de façon à former des organes symbiotiques tels que des nodules. Ceux ci permettent le transfert des spores asexués dans les fèces des termites pour aider à la propagation des champignons et ainsi effectuer un transfert horizontal. Ici, le termite Macrotermitinae joue un rôle essentiel dans l’augmentation de la reproduction de son symbiote Termitomyces. La monoculture de Termitomyces réalisée par les termites Macrotermitinae permet de définir cette fungiculture comme une agriculture spécialisée.

### Fungiculture chez les coléoptères
Chez les coléoptères, la fungiculture est apparue indépendamment à sept reprises il y a 20 à 60 millions d’années,. Deux sous-familles de coléoptères appartenant aux Curculionidae ou charançons, en particulier Scolytinae et Platypodinae, sont des spécialistes mycophages. Leurs comportements sont ainsi adaptés à ce type d’alimentation : ils s’enfouissent à l’intérieur des arbres à l’âge adulte afin de se nourrir et d’y pondre leurs œufs. Parallèlement, leurs morphologies se sont adaptées à la mycophagie (i) par la présence de mycanges, des structures permettant le transport de champignons symbiotiques, et (ii) par la modification des mandibules et des viscères des larves permettant une meilleure manipulation des cultivars fongiques.
Les champignons cultivés sont des ophiostomatoïdes (groupe polyphylétique comprenant l’ensemble des champignons utilisés dans la fungiculture des coléoptères). Ils digèrent la cellulose après que les coléoptères ont creusé dans l’écorce et passé les défenses de l’arbre. Les coléoptères n’ont plus qu’à laisser les champignons se développer et à s’en nourrir.
Par exemple, les charançons Xylébore disparate (Xyleborus dispar) ou Xyleborus affinis (en) dispersent, protègent et se nourrissent essentiellement de champignons xylophages du genre Raffaelea (en).
Les scolytes forment une symbiose avec le genre Ophiostoma. Ces coléoptères ont une préférence ancestrale pour les conifères en tant que support pour la nutrition et la reproduction. Les champignons Ophiostoma sont capables de contourner les défenses résineuses des conifères lors de la création des galeries par les scolytes en effectuant une croissance rapide. Possiblement due à une forte augmentation de la diversité des coléoptères, cette préférence pour les conifères a cependant changé à plusieurs reprises pour les angiospermes.
Les coléoptères ambrosia, du genre Platypus, sont pourvus d’une symbiose avec les champignons ambrosia. Ce groupe de champignons est composé des trois genres Ambrosiella (en), Raffaelea (de la même famille que Ophiostoma) et Dryadomyces. Les coléoptères ambrosia sont des généralistes mycophages exploitant souvent une large diversité d’hôtes.
L’origine de l’utilisation des champignons ambrosia semble être directement liée à une préférence de ces coléoptères pour les angiospermes plutôt que les conifères. L’association des scolytes avec les champignons Ophiostoma serait ainsi plus ancienne.

### Les fourmis cultivatrices d'épiphytes
La fourmi neoponera goeldii installe ses nids de cartons dans des arbres et y sème des graines de plantes épiphytes choisies qui germent et réalisent une sorte de jardin suspendu (étude réalisée en Guyane française). La fourmi philidris nagasau aux Fidji sème des rubiacées épiphytes du genre Squamellaria. Ces épiphytes sont protégées par les fourmis et développent, dans des sortes de tubercules, des domaties où vivent les fourmis. Elles y reçoivent aussi des nutriments indispensables. Les squamellaria ne peuvent non plus survivre sans les fourmis.

### Comparaison avec l'agriculture humaine
L’apparition de l’agriculture par les insectes a émergé bien avant la caractérisation par l’espèce humaine. Les fourmis, termites et coléoptères réalisent la fungiculture afin d’apporter certains éléments nutritifs (glucides, lipides et protéines) nécessaires au bon fonctionnement de leur organisme. Concernant l'agriculture humaine, la culture des plantes ne fournit pas autant de protéines que le régime dominant des chasseurs-cueilleurs. Ainsi, pour les humains, s'abstenir de consommer des produits animaux nécessite l'élaboration d'un régime adéquat associant notamment céréales et légumineuses afin de prévenir les carences en protéines ; ces régimes, les paires alimentaires, sont traditionnels dans de nombreuses sociétés. À l’inverse, chez certains insectes agricoles, l’apport de toutes les ressources, dont les protéines, provient entièrement de ses cultivars fongiques, créant une dépendance nutritionnelle à leur symbiote.
Les pratiques des insectes agricoles sont comparables à l’agriculture humaine. Elles visent toutes deux à améliorer les conditions de croissance afin d’optimiser les rendements et permettent aussi la protection des cultures contre herbivores, fongivores, parasites et maladies. En effet, certains aspects de l’agriculture des insectes se rapprochent de l’agriculture vivrière humaine. Il existe quelques différences entre ces agricultures, notamment chez certains genres de fourmis Attines. Tandis que l’agriculture humaine vivrière a très vite été remplacée par l’agriculture industrielle, étant beaucoup plus rentable pour l’exploitation des ressources pour répondre à la croissance exponentielle des populations humaines, l’agriculture chez les fourmis a évolué de manière qu’elle ne soit pas en concurrence avec d'autres types d'agriculture pour l’accès aux ressources,.

### Production de miellat par les pucerons myrmécophiles
Les espèces concernées produisent un miellat riche en sucre apprécié de fourmis appartenant aux genres Lasius, Formica et Myrmica. En contrepartie, les fourmis protègent les pucerons des prédateurs. Ce comportement mutualiste, qui existe depuis au moins 50 millions d'années, présente des analogies avec l'élevage laitier. La fourmi déclenche l'expulsion du miellat en palpant le puceron. Lorsqu'un puceron ne produit plus ou si les pucerons sont trop nombreux, ils sont mangés par les fourmis de la même façon qu'une vache est réformée. Lorsqu'une plante support est épuisée, les fourmis peuvent changer les pucerons de place.

### Les poissons jardiniers
Ces poissons sont inféodés à des récifs coralliens. Certains coraux attirent des sortes de poissons-nettoyeurs qui consomment les algues, évitant ainsi qu'elles ne recouvrent les coraux et les privent de lumière. Certaines espèces comme le Grégoire noir (Stegastes nigricans) font mieux : ce poisson ne se nourrit que des espèces d'un seul genre d'algues, Polysiphonia, qu'on ne rencontre pas ailleurs, ce qui suppose une longue coévolution. Les grégoires broutent l'algue de façon qu'elle repousse, écartent les autres poissons susceptibles de la consommer et arrachent les autres algues concurrentes (un « désherbage » en quelque sorte).

### Les oiseaux jardiniers
Les ptilonorhynchidés (des passereaux) ou « oiseaux à berceaux » (il s'agit cependant d'une traduction erronée pour oiseaux à tonnelles) d'Australie et de Nouvelle-Guinée construisent (le mâle) des nids en forme de tonnelle qu'ils décorent de brindilles, fleurs, fruits et objets divers souvent colorés pour attirer la femelle. Chlamydera maculata, le jardinier maculé décore sa tonnelle avec des fruits de Solanum ellipticum (en), une plante de la famille de la pomme de terre. Il remplace régulièrement les fruits qui germent alors dans le pourtour qu'il maintient exempt d'autres plantes pour mettre en évidence son nid. Il se développe alors au fil des années une sorte de plantation monospécifique où le jardinier récolte ses fruits. Bien que n'étant pas intentionnelle, cette activité s'apparente à de l'agriculture. De la même façon, Amblyornis inornata, le jardinier brun, dissémine les graines du palmier Areca catechu.

### Aménagements productifs des castors
Les castors se nourrissent essentiellement d'écorces d'arbres et d'arbrisseaux ainsi que de quelques plantes aquatiques. Ils pratiquent un abattage sélectif des arbres, ce qui leur permet l'accès aux feuilles et aux pousses tendres d'une part et à du bois utilisé pour la construction de leur hutte et de barrages d'autre part. Ils privilégient souvent des espèces aptes au recépage comme le saule qui donnent alors une multitude de pousses fines (procédé utilisé aussi par les horticulteurs en osiériculture). Les barrages permettent de réguler la hauteur du plan d'eau à un niveau assurant le développement optimal des plantes convoitées. Le castor sait aussi se constituer une réserve de plantes fraîches pour l'hiver en replantant des tiges juste coupées dans la boue devant l'entrée de sa hutte. Ces pratiques diffèrent sensiblement de la simple économie de prédation.

## Conséquences environnementales
L'agriculture a causé de l'érosion des sols et des modifications de la biodiversité depuis son apparition, il y a environ 10 000 ans. Mais à partir de 1945, l'augmentation de l'utilisation des engrais minéraux, l'apparition des pesticides organiques, le développement de l'irrigation (dans le cadre de la révolution verte, notamment) et la motorisation de l'agriculture ont fortement augmenté les effets environnementaux de l'agriculture. Les effets environnementaux de l'agriculture contemporaine s'étendent au-delà des écosystèmes agricoles, et incluent la pollution des eaux et de l'air, la contribution au changement climatique. La modification des pratiques agricoles a également des conséquences paysagères.

### Besoins en eau douce
L'agriculture est aussi un secteur fortement consommateur d'eau douce. Une tonne de céréales nécessite en moyenne 1 000 tonnes d'eau, et produire de la viande nécessite plus d'eau encore. L'importance de la consommation en eau et des échanges de produits agricoles dans le monde a donné naissance au concept d'eau virtuelle.
L'alimentation en eau se fait de deux façons différentes :
- l'agriculture dite pluviale n'utilise que l'eau de pluie ;
- l'agriculture irriguée utilise l'eau des rivières, des lacs, et des réservoirs ou des eaux souterraines (nappes phréatiques).

En 2000, dans le monde, l'agriculture irriguée consommait 1 500 km3 d'eau par an, sur une superficie de 264 millions d'hectares. Au rythme d'extension actuel de la superficie irriguée, on atteindrait, en 2050, 331 millions d'hectares irrigués, consommant environ 500 km3 par an d'eau de plus qu'aujourd'hui. Or, la demande en eau complémentaire en 2050 est estimée à 4 500 km3 par an du fait des prévisions d'accroissement démographique. Le seul recours à l'irrigation ne pourra donc pas satisfaire les besoins mondiaux. En outre, environ 10 % de l'eau actuellement utilisée pour l'irrigation provient de sources non renouvelables (nappes fossiles).
Selon une étude de l'université d'Utrecht, des pénuries d'eau sont donc à prévoir dans de nombreux pays, dont les trois plus grands pays producteurs de céréales au monde que sont la Chine, les États-Unis, et l'Inde, ainsi que dans des pays dont la proportion d'eau d'irrigation d'origine non renouvelable est importante : Arabie saoudite, Pakistan, Iran, Mexique, notamment.
Selon la même étude, « la non-durabilité de l'usage des eaux souterraines pour l'irrigation est un problème pour les pays utilisant intensivement des eaux souterraines, mais aussi pour le monde dans son ensemble, étant donné que le commerce international introduit de fortes corrélations entre la production de nourriture dans un pays et la consommation dans un autre ».
Ces enjeux véritables sont des défis pour demain auxquels l’humanité s’efforce de répondre. Au-delà du perfectionnement des méthodes de traitements de l’eau (dessalement…), le stockage fait partie des moyens utilisés afin d’économiser l’eau (réservoir, bassine, citerne souple).

### Contribution au réchauffement climatique
Le secteur agricole contribue fortement à l'effet de serre. Dans l'Union européenne, la part de l'agriculture dans les émissions de gaz à effet de serre est de 10,2 % ; les émissions de l'agriculture ont baissé de 22 % de 1990 à 2012.
En France, les trois gaz à effet de serre émis par le secteur de l'agriculture sont les suivants, par ordre d'importance dans le secteur agricole :
- Le protoxyde d'azote (N2O), dont la part dans les émissions agricoles en France est de 56 %. Il est émis par la dénitrification dans les sols, processus amplifié par l'épandage d'engrais azotés et par le tassement des sols ;
- Le méthane (CH4), dont la part dans les émissions agricoles en France est de 33 %. Il est émis par les productions animales en général, notamment la fermentation (méthanogénèse) des déjections animales dans les fosses de stockage, et par la fermentation entérique des ruminants ;
- Le dioxyde de carbone (CO2), dont la part dans les émissions agricoles en France est de 11 %. Il est émis par l'utilisation de l'énergie en agriculture (carburant, chauffage des bâtiments d'élevage) et le retournement des sols qui minéralise l'humus.

La FAO publie des statistiques détaillées sur les émissions de gaz à effet de serre (méthane et oxyde nitreux) mondiales et par pays (moyennes 1990-2011 en équivalent CO2) :
- répartition par continent : Asie 42,6 % ; Amériques 25,3 % ; Europe 14,1 % ; Afrique 13,9 % ; Océanie 4,2 % ;
- répartition par secteur : fermentation entérique 40,1 % ; fumier déposé sur les pâturages : 15,2 % ; engrais synthétiques : 11,9 % ; riziculture : 10,1 % ; gestion du fumier : 7,1 % ; brûlage de savane : 5,2 % ; fumier appliqué au sol : 3,6 % ; résidus de récolte : 3,5 % ; culture de sols organiques : 2,8 % ; brûlage de résidus de récolte : 0,5 % ;
- émissions par fermentation entérique par catégorie d'animaux[53] : bovins 84,4 % (vaches laitières 10,2 % ; autres bovins : 55,3 %) ; ovins 7,1 % ; caprins 4,3 % ; chevaux 1,2 % ; camélidés 1,1 % ; ânes 0,5 % ;
- émissions (dioxyde de carbone, méthane et oxyde nitreux) dues à la consommation d'énergie (brûlage de combustibles et la production d'électricité dans l'agriculture et la pêche) : 785,3 Mt CO2éq en 2010 (taux d'accroissement moyen annuel 1990-2010 : +1,6 %); répartition par combustible : gazole 44,9 %, électricité 36,9 %, charbon 9,5 %, gaz naturel 3,4 %, essence 2,3 %, fioul lourd 1,9 %, GPL 1,1 %.

Selon les rapports du Groupe d'experts intergouvernemental sur l'évolution du climat, l'agriculture est très exposée au réchauffement climatique : chaque degré de réchauffement réduit les rendements de blé de 6 %, de riz de 3,2 %, de maïs de 7,4 % et de soja de 3,1 %. Par ailleurs, elle est aussi une partie de la solution au réchauffement climatique. Diverses pistes de réflexion ont été proposées dans le rapport du GIEC d'août 2019, notamment en augmentant la productivité de l'agriculture tout en améliorant les pratiques agricoles, par exemple en séquestrant du carbone dans le sol (pratique de l'agriculture de conservation).

### Pollution de l'eau
La pollution des eaux par des produits phytosanitaires engendre des problèmes de santé environnementale. Les pertes d'azote et de phosphore, provenant des engrais azotés et phosphorés minéraux ou des épandages de lisiers et de fientes entraînent l'eutrophisation des eaux souterraines et de surface, ainsi que des eaux côtières. Les effets en aval induisent un appauvrissement en espèces dans les zones marines (dystrophisation des estuaires, création de zones marines mortes dont la surface a doublé tous les 10 ans depuis 1960,). L'érosion des sols agricoles est source de turbidité des cours d'eau, des estuaires et zones marines (via les sédiments en suspension et/ou les blooms algaux).

### Pollution de l'air

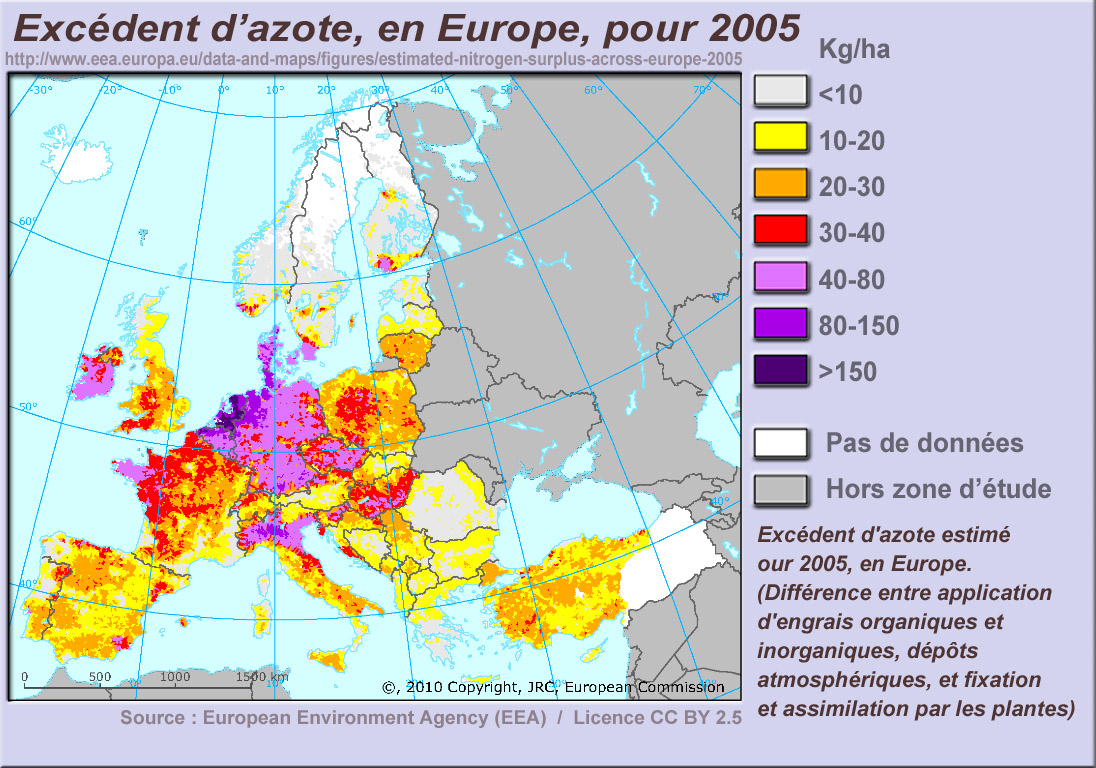
Excédent d'azote en Europe (quantité d'azote apportée - quantité prélevée par les plantes)

La volatilisation des ions ammonium sous forme d'ammoniac est responsable de pollution de l'air aux particules. Les principales sources d'ammonium dans les sols agricoles, sont les engrais minéraux azotés (urée, principalement) et les engrais organiques (lisiers, fientes de volailles). La déposition de l'ammoniac volatilisé peut provoquer l'eutrophisation des eaux de surface et la modification de la composition des espèces végétales des écosystèmes terrestres aux sols pauvres en azote (landes, prairies calcaires).

### Dégradation des sols
La notion de dégradation de sol désigne toutes les causes possibles de pollution affectant n’importe quel type de sol : agricole, forestier, en milieu urbain, etc. Actuellement, du fait d’une consommation excessive d’engrais et de pesticides, la plupart des sols cultivés de nos jours subissent les contrecoups de ces excès passés.
L'agriculture est également responsable de pollution, régression et dégradation des sols, notamment par les métaux : cadmium issu des engrais phosphatés, plomb, cuivre et autres métaux issus d'anciens pesticides, de lisiers ou de boues d'épuration contenant des traces de métaux lourds,.
Pour enrayer l’érosion du sol, certains agriculteurs abandonnent le labour pour le semis direct, qui limite aussi l’utilisation du tracteur et donc diminue les émissions de CO2. Aux États-Unis en 2005, 15 % des terres arables étaient traitées de cette façon.
En termes de production alimentaire et non alimentaire, de nouveaux secteurs émergent afin de pallier cette problématique, comme l'aquaponie, l'hydroponie et l'aéroponie. Ces méthodes de production visent une consommation plus durable et moins énergivores en ressources naturelles.

### Organismes génétiquement modifiés
L’utilisation des organismes génétiquement modifiés (O.G.M.) dans certains pays, tels que les États-Unis, le Canada, le Mexique ou la Chine, et les risques qui leur sont associés sont également sujets à de nombreuses discussions et conflits.

### Agriculture et biodiversité
La modification des pratiques agricoles au XXe siècle a conduit à une érosion de la biodiversité ayant conduit localement à l'extinction de nombreuses espèces animales (dont des papillons, abeilles, guêpes, coléoptères, reptiles, amphibiens, épinoches, alouettes, etc. très communs dans les champs ou à leurs abords jusque dans les années 1970). Depuis les années 1990, des expériences de monitoring de la biodiversité se mettent en place, qui ont permis notamment de quantifier les effets de l'agriculture intensive et de mettre en évidence certains intérêts de l'agriculture biologique.
Outre son importance pour la conservation de la diversité génétique des variétés anciennes, l'agriculture joue parfois un très grand rôle pour la protection de diversité biologique : la Commission européenne combine trois grands critères pour mesurer l’intérêt d'un espace agricole sur le plan de la contribution à la préservation de la biodiversité. Les zones ayant le score le plus élevées sont dites « à haute valeur naturelle »,. 10 % à 30 % des terres agricoles méritent ce titre en Europe. En France, 84 % des surfaces classées en « haute valeur naturelle » sont en montagne ou moyenne montagne (Alpes, Corse, Franche-Comté, Massif central, Pyrénées…). Ce sont surtout des zones d’élevage extensif en plein air caractérisées par une faible densité de chargement (bétail) à l'hectare, peu ou pas d’intrants chimiques et presque toujours une utilisation plus importante de main-d’œuvre agricole.
En France, à la demande de certaines collectivités et à certaines conditions, des zones agricoles protégées peuvent être inscrites dans les documents d'urbanisme, contre la perte de foncier agricole due à la périurbanisation.
En novembre 2019, plusieurs sociétés scientifiques ont signé une lettre ouverte au Parlement européen intitulée « réforme de la politique agricole commune : une agriculture nuisible détruit la nature ». La lettre vise à inciter l’Union européenne à avoir une plus grande considération pour la biodiversité dans le cadre des négociations autour de la politique agricole commune : « La PAC transforme les zones rurales en déserts verts de monocultures inhabitables à rendement maximal ».

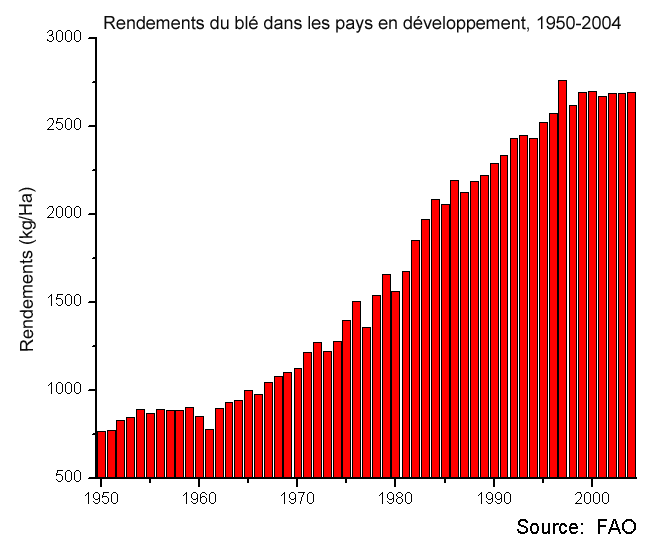
Rendements de blé dans les pays en développement (1950-2004)

### Agricultures biologique et durable
L'Europe réoriente des subventions particulières vis-à-vis des agriculteurs qui font un effort pour l'environnement. Les mesures agrienvironnementales et l'agriculture biologique sont plus ou moins encouragées et développées selon les pays (2 % des cultures dans la zone OCDE sont « bio », jusqu'à 6 % dans certains pays).

## Effets du changement climatique sur l'agriculture
L'agriculture et la pêche sont lourdement affectées par le changement climatique : réchauffement des sols et des océans, variations des régimes de précipitation, conditions d’approvisionnement en eau douce, migration des espèces, notamment marines, etc. D’ici 2100, la sécurité alimentaire de près de 90 % de la population de la planète devrait être malmenée par les pertes de productivité des cultures en même temps qu’une baisse des captures de pêche.

## Sécurité sanitaire des aliments
La plupart de ces maladies étaient déjà présentes dans les siècles précédents. La « tremblante du mouton » (la variante ovine de la maladie de la vache folle), la listeria ou la salmonelle ne sont pas des problèmes récents. Ils apparaissaient autrefois de manière bien plus fréquente et souvent plus grave que maintenant[réf. nécessaire]. En effet, de gros progrès ont été faits en matière d’hygiène et de contrôle bactérien des produits alimentaires. Mais la massification de la fabrication et de la vente des aliments font qu’un seul incident peut toucher un très grand nombre de personnes. Le caractère exceptionnel des problèmes, le nombre de personnes potentiellement touchées, la médiatisation alarmiste tendent à marquer les esprits. Néanmoins, le nombre de morts par intoxication ou empoisonnement lors de ces affaires « médiatiques » est extrêmement faible[réf. nécessaire].
Ces dernières années ont été en Europe l’objet de plusieurs crises touchant à la sécurité alimentaire : bœuf aux hormones, poulet à la dioxine, vache folle et maladie de Creutzfeldt-Jakob, contaminations bactériennes d'aliments (fromage par listeria).
Ces derniers évènements et l'exigence d'une haute qualité sanitaire des produits ont eu pour conséquence la mise en place croissante de systèmes de traçabilité, la refonte de la législation sanitaire (règlements européens du paquet Hygiène) et la création d'agences de sécurité sanitaire indépendantes des pouvoirs exécutifs (EFSA pour l'Europe et AFSSA et AFSSET - fusionnées en ANSES - pour la France).
L’étiquetage devrait permettre au consommateur de décider s’il prend le supplément de risques inhérent à une agriculture intensive[réf. nécessaire] ou accepte le prix plus élevé qui accompagne l’émergence ou le développement de techniques agricoles alternatives, telles que l’agriculture biologique, la permaculture, l’agriculture raisonnée et l’agriculture de précision.

## Économie agricole
En économie, l’économie agricole est définie comme le secteur d'activité dont la fonction est de produire un revenu financier à partir de l’exploitation de la terre (culture), de la forêt (sylviculture), de la mer, des lacs et des rivières (aquaculture, pêche), de l'animal de ferme (élevage) et de l'animal sauvage (chasse). Dans la pratique, cet exercice est pondéré par la disponibilité des ressources et les composantes de l'environnement biophysique et humain. La production et la distribution dans ce domaine sont intimement liées à l'économie politique dans un environnement global. La biomasse à vocation biomasse-énergie (CIVE…) ou la production de matériaux biosourcés sont des vocations agricole, mise en avant par la bioéconomie.

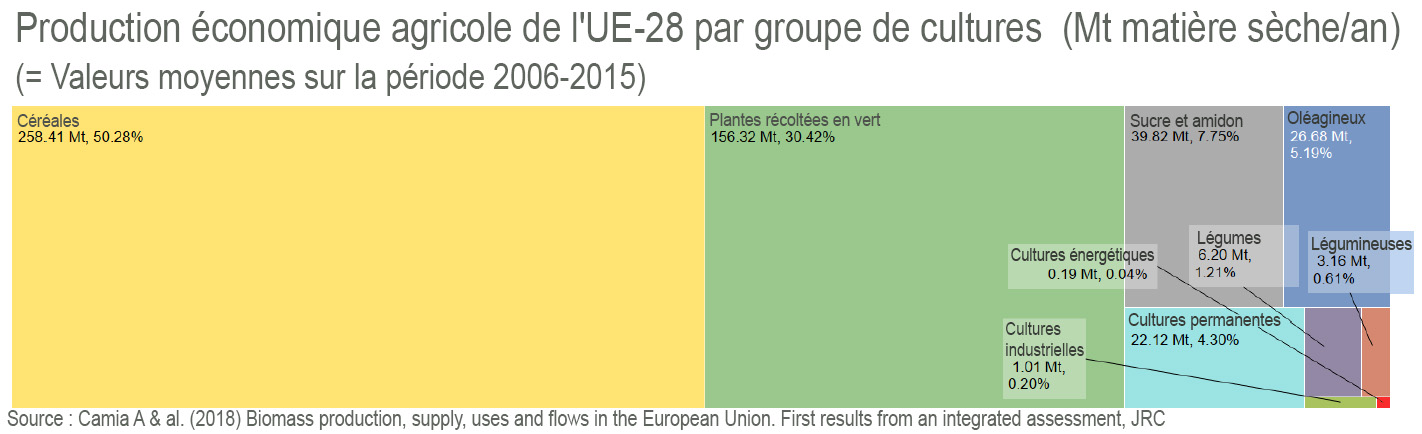
Ventilation de la production économique de l'UE-28 par groupe de cultures, exprimée en Mt de matière sèche par an. Valeurs moyennes sur la période de référence 2006-2015.

### Échange agricole
Les échanges agricoles représentent 8,8 % des échanges mondiaux. Ils restent très marquées par l’effet des subventions agricoles des pays développés et de nombreuses barrières douanières, tarifaires ou non. Cela dit, il faut nuancer ce chiffre : les échanges liés à l’industrie agroalimentaire, intimement liée à l’agriculture, sont loin d’être négligeables.

### Études économiques par pays
Afin de favoriser les exportations, des études par pays, globales ou sectorielles, sont proposées gratuitement sur leur site internet par des organismes gouvernementaux. Parmi ceux-ci se trouvent le département de l’Agriculture des États-Unis (USDA) et Agriculture et Agroalimentaire Canada (AAC), qui représentent deux des plus importants pays exportateurs de produits agricoles. Ces deux ministères, à côté d'autres organismes, associations, universités ou entreprises, en diffusent également sur le site Globaltrade.net.
Globaltrade.net est issu d'un partenariat public-privé (PPP) entre l'United States Commercial Service (dépendant du département du Commerce des États-Unis) et la Fédération des associations du commerce international (FITA). Globaltrade classe les études suivant deux critères de tri : par pays étudié et par industrie.
L'Union européenne propose aussi sur son site de nombreuses études statistiques, portant sur tout ou partie du territoire communautaire.

## Sociologie agricole

### Main-d’œuvre agricole

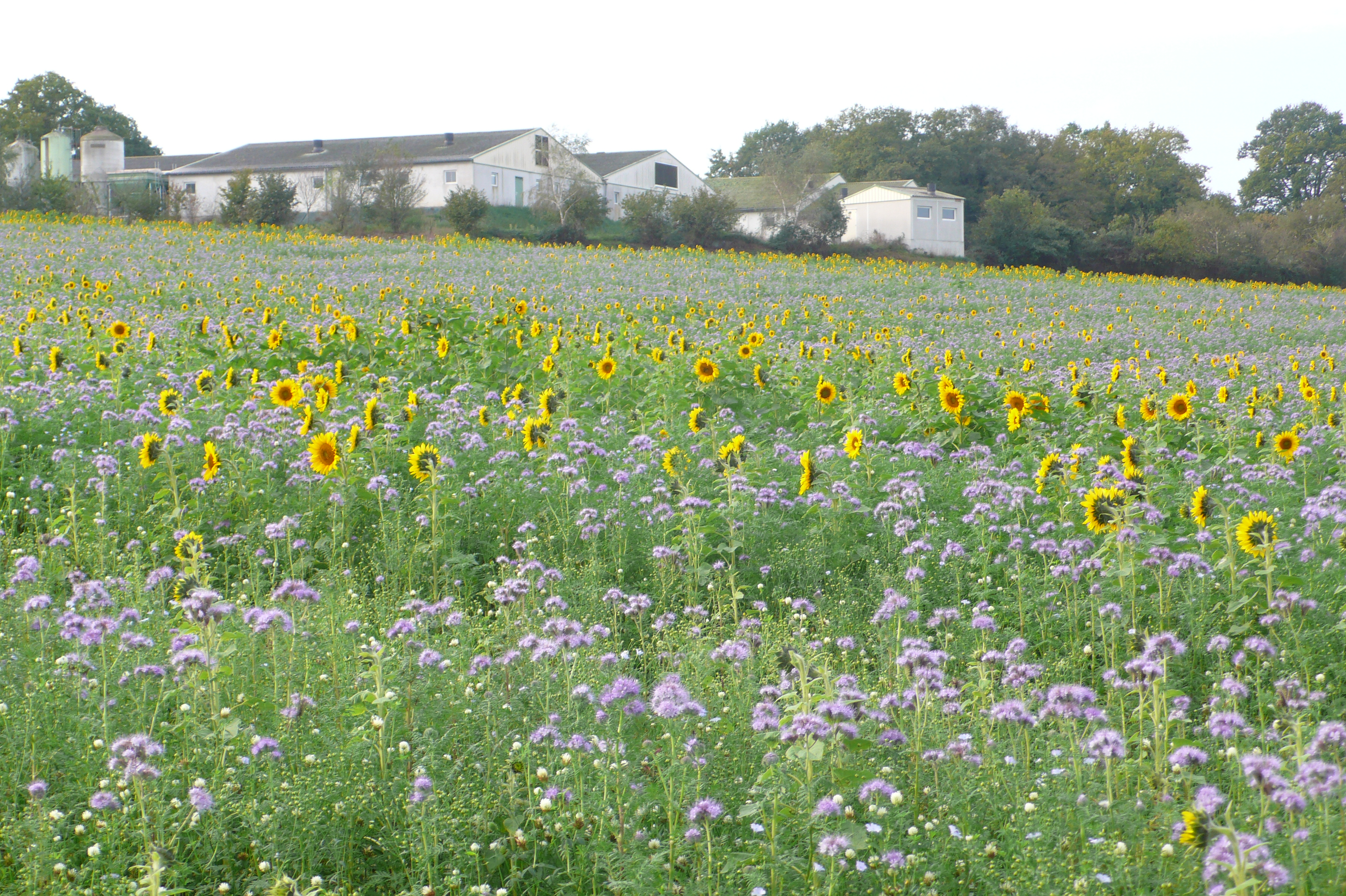
Culture et élevage, production agricole en Loire-Atlantique.

Depuis le début du XIXe siècle (à l'exception du Japon qui n'a connu ces transformations sociologiques qu'avec l'avènement de la révolution de Meiji au début du XXe siècle), la main-d'œuvre agricole n'a cessé de baisser en Europe et aux États-Unis. En 1969, les statistiques américaines recensent que sur 18 ouvriers, un seul s'intéresse à l'agriculture. Plusieurs facteurs ont joué dans cette direction.
Depuis la fin du XVIIIe siècle, la lutte contre les rentiers a été admise par tous les économistes classiques (à l'exception de Thomas Malthus pour qui la rente accroît la richesse nationale). David Ricardo considère, en effet, que la rente est la cause principale du renchérissement du blé et de la hausse des salaires (à l'époque, le salaire a été évalué en grain) : les lois sur le blé (les corn laws), au Royaume-Uni, en interdisant la rentrée du blé étranger rendent celui-ci plus cher. La rente dont le montant est déterminé par le prix du blé (et non pas déterminant de ce dernier) augmente à son tour. Par conséquent, la part de la rente et des salaires dans le PIB national augmente au détriment de celle des bénéfices. Ils considèrent donc que le capitalisme ne peut se développer qu'au détriment de l'agriculture. Celle-ci doit libérer la main-d'œuvre bon marché à l'industrie.
Les autres facteurs qui ont joué en faveur de la réduction de la main d'œuvre agricole peuvent être résumés comme suit. Le nombre d'enfants par famille dans les compagnes agricoles est plus élevé que dans les villes. La loi des rendements décroissants (selon laquelle la production de chaque travailleur supplémentaire mesurée en heure ou en journée de travail (productivité marginale) tant à baisser lorsque le nombre de travailleurs augmente tout en laissant le facteur capital ou le facteur naturel constant) renseigne que l'accroissement de la main d'œuvre agricole se traduit par une baisse drastique des salaires agricoles. Pour compenser cette baisse progressive de ses revenus, la main d'œuvre agricole doit émigrer vers les villes.
À la baisse des salaires de la main d'œuvre agricole, on peut ajouter l'introduction du progrès technique (machines agricoles, techniques modernes d'irrigation, étude et sélection des semences et des fertilisants par des spécialistes) qui a largement réduit le nombre nécessaire de travailleurs pour cultiver une parcelle de terre agricole donnée.
Enfin, il a été prouvé, depuis la fin du XIXe siècle aussi bien par des statisticiens (Ernst Engel, en Allemagne), des économistes (John Maynard Keynes dans la Théorie générale de l'emploi, de l'intérêt et de la monnaie) que par des études modernes que lorsque les ménages deviennent plus riches, ils consacrent moins l'augmentation de leurs revenus à l'achat de produits alimentaires qu'à d'autres dépenses plus onéreuses (l'éducation, la santé et les voyages en sont des exemples principaux).
La baisse des prix des produits agricoles, le nombre élevé d'enfants par ménage et la réalisation de la loi des rendements décroissants qui en est la conséquence, le progrès technique et l'accroissement des revenus des ménages sont donc les principaux facteurs qui ont provoqué la baisse de la main d'œuvre agricole et l'augmentation de celle-ci dans les autres secteurs économiques (l'industrie et les services),

### Femmes et agriculture: diversité des rôles et des fonctions

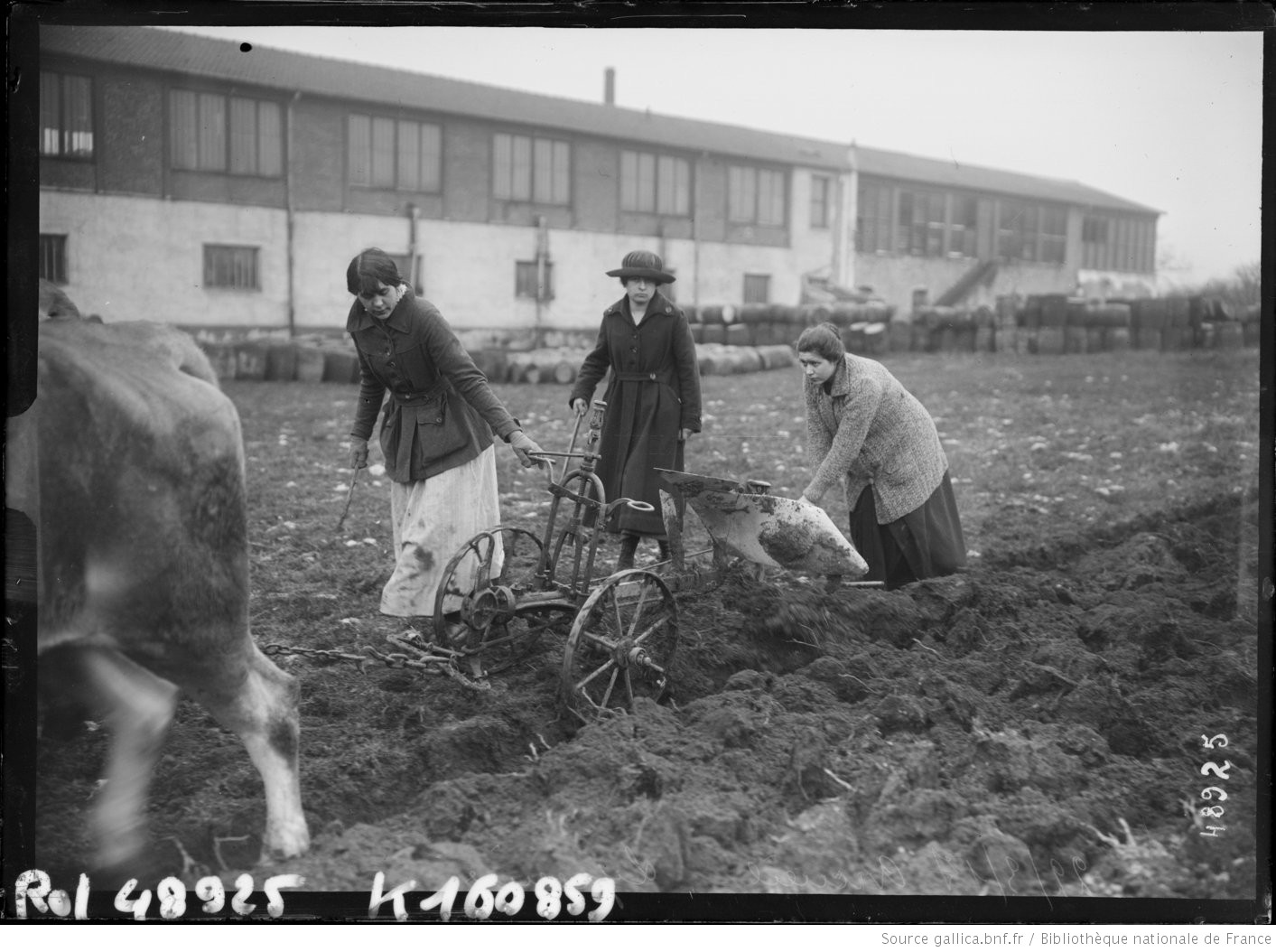
Lycéennes à Arcueil dans le Val-de-Marne en 1917 (photographie de presse).

Concenant la place des femmes dans l'agriculture, l'agriculture est une activité économique qui mobilise un très grand nombre de femmes à travers le monde, bien que la nature précise et l'ampleur de leur travail soit un sujet encore minoré dans l'étude de l'histoire de l'agriculture. Parmi les travaux précurseurs, on peut citer des études menées aux États-Unis par Joan M. Jensen (en) sur l’histoire des femmes de l’ouest américain dans les années 1970, ainsi que l'ouvrage de Rose-Marie Lagrave paru dans les années 1980 en France.
En France, l'enseignement agricole féminin en France a d'abord été porté par des femmes mécènes qui œuvrent parallèlement aux initiatives portées par les associations exclusivement masculines (Société d'agriculture de France etc.). On peut citer l'exemple, dans les Côtes-d'Armor, de la Comtesse de Kérauflech, qui a permis l’ouverture d’écoles volantes de laiterie de 20 leçons au début du XXe siècle. Le décret du 11 avril 1959 crée un cadre réglementaire dans lequel s'inscrit désormais la vulgarisation agricole. Ce décret institue les groupements féminins de vulgarisation agricole réservés aux femmes à côté des groupements de vulgarisation agricole ouverts à tous et plus fortement orientés sur les aspects techniques culturaux. Ces groupements vont connaître un grand succès avant de prendre le nom de groupements féminins de développement agricole (décret du 4 octobre 1966) qui existent toujours. Il existe, au Québec des Cercles des fermières.
Dans de nombreuses industries agricoles, les fonctions sont mixtes et les femmes peuvent occuper une place, dans les innovations liées à l'agriculture, par leur rôle dans la gestion des entreprises par exemple. On peut citer, dans le cas d'une industrie historique, l'industrie Huard, dans laquelle, Victorine Huard née Lefeuvre a joué un rôle important. En 2016, en France, les femmes représentent 30% des actifs agricoles et une sur 4 sont des chefs d'exploitation co-exploitants ou associés.
De même, l'investissement des femmes à travers le monde, permettent des progrès en agronomie. On peut citer les exemples de Deepika Kundaji et Vandana Shiva qui sont deux théoriciennes et praticiennes indiennes, ayant œuvré pour que la production agricole permette l'autonomie des producteurs, en opposition à sa privatisation. Judith Bakirya est une agricultrice ougandaise de permaculture. Elle est nommée l'une des 100 femmes de la BBC pour 2019 pour sa gestion de Busaino Fruits & Trees en tant que ferme fruitière agro-patrimoniale de plus de 1000 acres, avec un fort accent sur l'agrotourisme et l'éducation concernant les pratiques agricoles écologiquement durables.

## Politiques agricoles
La constatation observée par le chercheur britannique Gregory King à la fin du XVIIe siècle, en vertu de laquelle les agriculteurs s'enrichissent lorsque les campagnes agricoles sont mauvaises et s'appauvrissent lorsque ces campagnes sont bonnes, pousse les pouvoirs publics, lorsqu'ils sont confrontés aux problèmes de la terre, à intervenir plus pour résoudre les excédents que pour faire face aux pénuries.
Plusieurs stratégies d'intervention sont possibles. Lorsque les aides financières accordées par les caisses publiques aux agriculteurs les plus nécessiteux deviennent insuffisantes, surtout quand le nombre des agriculteurs qui sont dans le besoin s'élève et l'excédent concerne la majorité des fermiers, les pouvoirs publics préconisent une politique agricole plus ambitieuse.
Le gouvernement peut opter pour l'exportation des produits agricoles aux pays affamés qui peuvent payer leurs achats en utilisant leurs propres monnaies s'ils manquent de devises. Cette façon de pousser l'excédent agricole à l'extérieur a été adopté par les États-Unis par une loi votée en 1954 en vertu de laquelle les pays importateurs (Égypte, Inde) ont la possibilité de payer les produits agricoles américains importés en livres égyptiennes ou en roupies indiennes et non pas en dollars américains. Les sommes reçues sont ensuite encaissées par la Réserve fédérale des États-Unis (fed) qui paie en dollars les exportateurs et les sommes gardées par la fed serviront à payer certaines opérations mineures comme certains achats de services culturels en provenance des pays intéressés. Même si les sommes gardées ne serviront pas à grand chose, mais la loi adoptée permettra d'accroître la demande portant sur les produits alimentaires. Graphiquement, la courbe de demande en se déplaçant vers la droite et vers le haut provoque une augmentation des prix et des quantités vendues induisant ainsi une augmentation du revenu de l'agriculteur. Cette politique qui fait le bonheur des agriculteurs peut, néanmoins, causer, selon certains chercheurs, des pénuries intérieures de produits alimentaires, surtout si le pays importateur est un gros consommateur insolvable comme l'Inde des années 1950, et ne permet pas d'améliorer la balance des paiements du pays exportateur.
Si les pouvoirs publics considèrent que cette stratégie est dangereuse, ils peuvent permettre aux agriculteurs de réduire les quantités récoltées. En effet, la baisse des quantités agricoles vendues engendre une augmentation plus que proportionnelle des prix. Cette pénurie créée volontairement par les pouvoirs publics désavantage les consommateurs qui achètent désormais une quantité moindre à un prix plus élevé. Par ailleurs, elle peut provoquer une allocation inefficace des ressources : certains agriculteurs, poussés par l'idée de gagner plus, peuvent utiliser des quantités anormalement élevées de fertilisants et non nécessaires sur des surfaces limitées de terre.
Dans la même préoccupation de soutenir le secteur agricole, l'État peut, pour préserver le pouvoir d'achat des agriculteurs lorsque le prix des produits qu'ils achètent dépasse le prix de vente de leurs produits, fixer le prix de vente des produits agricoles à un niveau plus élevé à celui de l'équilibre du marché libre et concurrentiel. Il s'ensuit, comme dans le cas précédent, une augmentation de prix à la consommation. Étant donné que les consommateurs ne peuvent pas acheter toutes les quantités produites au nouveau prix, l'État achète toute la récolte supplémentaire à ce prix.
Mais ce prix fixé à un niveau aussi élevé peut réduire la popularité du gouvernement auprès des consommateurs les plus nécessiteux qui peuvent se trouver dans l'impossibilité d'acheter certains produits alimentaires qui satisfont, pourtant, un besoin physiologique fondamental. Pour contenter les consommateurs inquiets, l'État fixe le prix de vente des produits agricoles au prix d'équilibre du marché mais verse la différence entre celui-ci et le prix minimum (prix plancher) à l'agriculteur.
En résumé, les principaux outils d'une politique agricole utilisés par un gouvernement déterminé à résoudre les difficultés de ses cultivateurs sont les aides directes aux plus faibles, les exportations des excédents vers l'étranger même parfois à des conditions inhabituelles, la réduction des surfaces récoltées, la fixation des prix de vente des produits agricoles, le stockage public de la récolte supplémentaire et l'octroi de subventions aux agriculteurs.

## Enseignement agricole

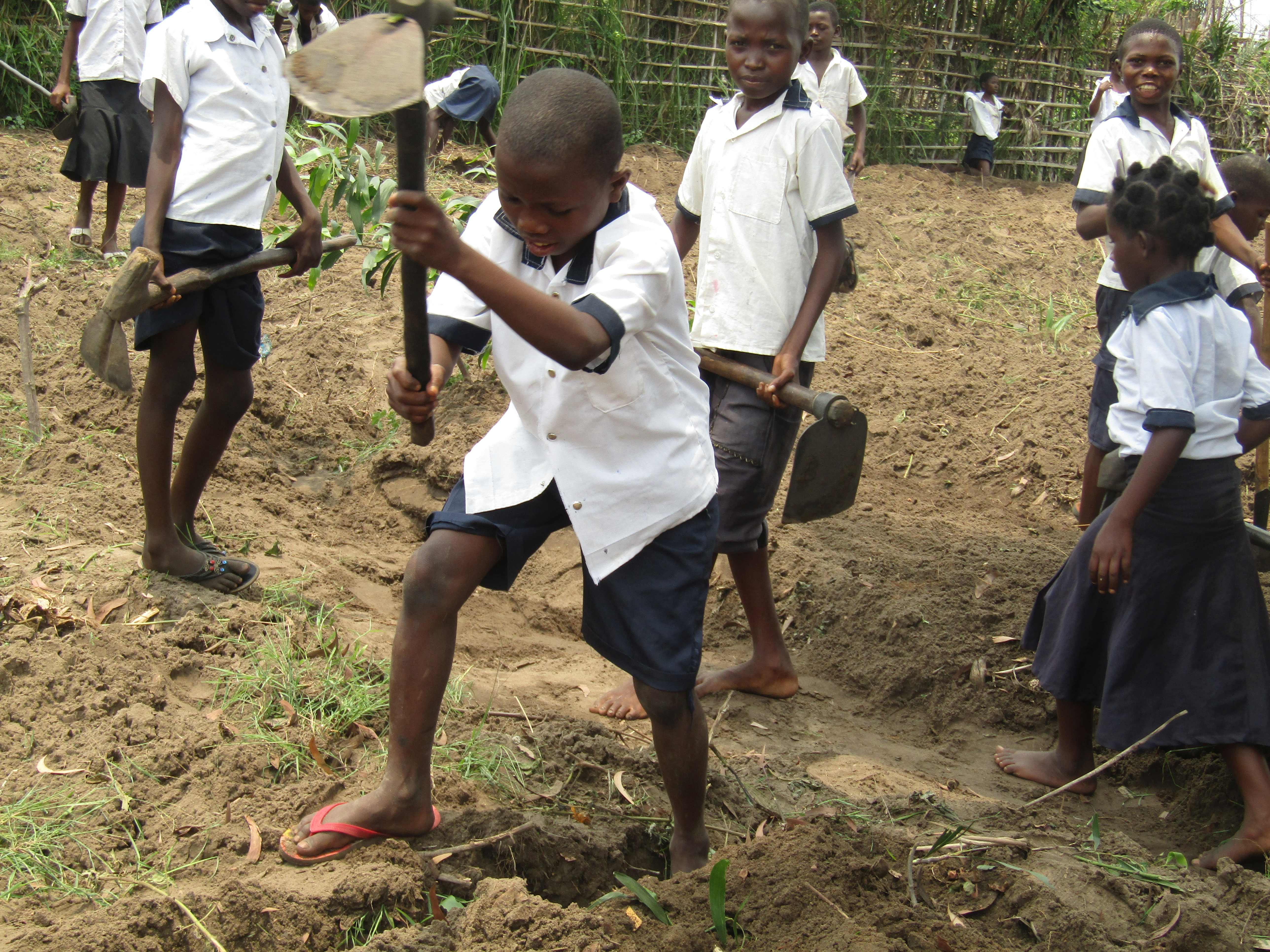
Enfants s'initiant à l'agriculture dans une école de Kikwit (RDC).

## Industries d'aval et d'amont

### Agrofourniture
- Certification des semences
- Production de semences
- Semence (agriculture)
- Semencier
- Organismes en France
  - Comité technique permanent de la sélection
  - Fédération nationale des agriculteurs multiplicateurs de semences
  - Groupement national interprofessionnel des semences et plants
  - Service officiel de contrôle et de certification
  - Station nationale d'essais de semences
  - Union française des semenciers

### Industrie agroalimentaire
- Industrie agroalimentaire en Afrique
- Industrie agroalimentaire en Tunisie

## Agronomie
L'agronomie regroupe, depuis le XIXe siècle, l’ensemble de la connaissance biologique, technique, culturelle, économique et sociale relative à l'agriculture.